# 埃乔里
埃乔里（西班牙語：Echauri）是西班牙纳瓦拉的一个市镇。总面积14平方公里，总人口437人（2001年），人口密度31人/平方公里。